# Geelsnoet-wimperzweefvlieg
De geelsnoet-wimperzweefvlieg (Dasysyrphus hilaris) is een vliegensoort uit de familie van de zweefvliegen (Syrphidae). De wetenschappelijke naam van de soort is voor het eerst geldig gepubliceerd in 1843 door Zetterstedt.